# إيمون ماجي
إيمون ماجي (بالإنجليزية: Eamonn Magee)‏ مواليد 13 يوليو 1971 في بلفاست، هو ملاكم أيرلندي يصنف ضمن فئة وزن الوسط بدأ مسيرته الاحترافية سنة 1995.

## إحصائيات
خاض خلال مسيرته 33 نزالا، فاز في 27 وخسر في 6. فاز بالضربة القاضية في 20 نزالا.

## روابط خارجية
- إيمون ماجي على موقع بوكس ريك (الإنجليزية) (registration required)